# 1990년 8월
| 1990년: 1월 · 2월 · 3월 · 4월 · 5월 · 6월 · 7월 · 8월 · 9월 · 10월 · 11월 · 12월 |

| <          | 1990년 8월  | 1990년 8월 | 1990년 8월  | 1990년 8월 | 1990년 8월 | >          |
| 일         | 월          | 화         | 수          | 목         | 금         | 토         |
|            |             |            | 1 6.11 무술 | 2 12 기해  | 3 13 경자  | 4 14 신축  |
| 5 15 임인  | 6 16 계묘   | 7 17 갑진  | 8 18 을사   | 9 19 병오  | 10 20 정미 | 11 21 무신 |
| 12 22 기유 | 13 23 경술  | 14 24 신해 | 15 25 임자  | 16 26 계축 | 17 27 갑인 | 18 28 을묘 |
| 19 29 병진 | 20 7.1 정사 | 21 2 무오  | 22 3 기미   | 23 4 경신  | 24 5 신유  | 25 6 임술  |
| 26 7 계해  | 27 8 갑자   | 28 9 을축  | 29 10 병인  | 30 11 정묘 | 31 12 무진 |            |

| 편집하기 |

## 1990년8월 22일
- 대한민국과 니카라과가 수교하다.

## 1990년8월 16일
- 걸프 전쟁: 미국 해군, 및 이라크가 점령한 쿠웨이트 일대 해상 전면 봉쇄하다.

## 1990년8월 13일
- 소비에트 연방 고르바초프 소련 대통령, 스탈린 치하 희생자 전원을 복권시키는 포고령을 발표하다.

## 1990년8월 2일
- 이라크가 쿠웨이트를 침공해 걸프전이 발발하였다.